# Allium minutum
Allium minutum är en amaryllisväxtart som beskrevs av Aleksei Ivanovich Vvedensky. Allium minutum ingår i släktet lökar, och familjen amaryllisväxter. Inga underarter finns listade i Catalogue of Life.